# Череповецкий район
Черепове́цкий райо́н — административно-территориальная единица (район) и муниципальное образование (муниципальный район) в Вологодской области России.
Административный центр — город Череповец (в район не входит), расположенный в 131 км к западу от Вологды.

## География
Череповецкий район расположен в юго-западной части Вологодской области. Площадь района — 7637 км² (5,2 % территории области; 6-е место среди районов).
Граничит с Кадуйским, Устюженским, Белозерским, Кирилловским, Шекснинским районами Вологодской области, а также с Тверской и Ярославской областями, омывается Рыбинским водохранилищем.
Климат Череповецкого района Вологодской области определяются как умеренно континентальный с умеренно теплым летом, холодной зимой и неустойчивым режимом погоды.
Здесь расположены крупнейшие индустриальные предприятия Северо-Запада. Немалую часть района занимает Рыбинское водохранилище, которое местные жители иногда называют даже морем и которое существенно повлияло на разнообразие животного мира окружающих мест. Через территорию района проходит Волго-Балтийский водный путь.
Охотничьи угодья района богаты птицей и зверем. Например, поголовье лосей в местных таёжных окрестностях — одно из самых высоких в области.
На юге района размещается северная часть Дарвинского заповедника.

## История
В конце 1940 года 27 сельсоветов Череповецкого района были выделены в новый Уломский район. 14 августа 1959 года к Череповецкому району был присоединён Уломский район, а 12 ноября 1960 года — Мяксинский район.

## Население
| 2002    | 2009    | 2010    | 2011    | 2012    | 2013    | 2014    | 2015    | 2016    |
| ------- | ------- | ------- | ------- | ------- | ------- | ------- | ------- | ------- |
| 40 871  | ↘38 633 | ↘38 086 | ↗40 745 | ↘40 350 | ↗40 530 | ↘40 133 | ↘40 000 | ↘39 513 |
| 2017    | 2018    | 2019    | 2020    | 2021    | 2023    |         |         |         |
| ↘39 205 | ↘38 911 | ↘38 570 | ↗38 595 | ↗39 453 | ↘39 222 |         |         |         |

### Национальный состав
По итогам переписи населения 2020 года проживали следующие национальности (национальности менее 0,1 % и другое, см. в сноске к строке «Другие»):
| Национальность | Численность, чел. | Доля     |
| -------------- | ----------------- | -------- |
| Русские        | 37 009            | 93,81 %  |
| Украинцы       | 122               | 0,31 %   |
| Азербайджанцы  | 90                | 0,23 %   |
| Армяне         | 83                | 0,21 %   |
| Цыгане         | 57                | 0,14 %   |
| Узбеки         | 47                | 0,12 %   |
| Белорусы       | 43                | 0,11 %   |
| Другие         | 2002              | 5,07 %   |
| Итого          | 39 453            | 100,00 % |

## Территориальное устройство
Административно-территориальные единицы
Череповецкий в рамках административно-территориального устройства, включает 26 сельсоветов:
| №  | Сельсовет        | Соответствующее муниципальное образование   |
| -- | ---------------- | ------------------------------------------- |
| 1  | Абакановский     | Абакановское СП, Нелазское СП               |
| 2  | Аннинский        | СП Воскресенское мун. обр.                  |
| 3  | Батранский       | СП Югское мун. обр.                         |
| 4  | Большедворский   | Уломское СП                                 |
| 5  | Воскресенский    | СП Воскресенское мун. обр.                  |
| 6  | Дмитриевский     | Абакановское СП, СП Воскресенское мун. обр. |
| 7  | Домозеровский    | СП Югское мун. обр.                         |
| 8  | Ивановский       | СП Воскресенское мун. обр.                  |
| 9  | Ильинский        | Мяксинское СП                               |
| 10 | Ирдоматский      | Ирдоматское СП, СП Югское мун. обр.         |
| 11 | Климовский       | Климовское СП                               |
| 12 | Коротовский      | Уломское СП                                 |
| 13 | Малечкинский     | Малечкинское СП                             |
| 14 | Мусорский        | СП Югское мун. обр.                         |
| 15 | Мяксинский       | Мяксинское СП                               |
| 16 | Нелазский        | Нелазское СП                                |
| 17 | Николо-Раменский | Уломское СП                                 |
| 18 | Судский          | Судское СП                                  |
| 19 | Сурковский       | СП Югское мун. обр.                         |
| 20 | Телепшинский     | СП Югское мун. обр.                         |
| 21 | Тоншаловский     | Тоншаловское СП                             |
| 22 | Шалимовский      | СП Югское мун. обр.                         |
| 23 | Щетинский        | Мяксинское СП                               |
| 24 | Ягановский       | Ягановское СП                               |
| 25 | Ягницкий         | Уломское СП                                 |
| 26 | Яргомжский       | Яргомжское СП                               |

Муниципальные образования

Муниципальные образования с 2015 г.

Муниципальный район, в рамках организации местного самоуправления, делится на 13 муниципальных образований нижнего уровня со статусом сельского поселения.
| №  | Сельское поселение | Административный центр   | Количество населённых пунктов | Население (чел.) | Площадь (км²) |
| -- | ------------------ | ------------------------ | ----------------------------- | ---------------- | ------------- |
| 1  | Абакановское       | село Абаканово           | 49                            | ↘2556            | 413,88        |
| 2  | Воскресенское      | село Воскресенское       | 119                           | ↘2143            | 1426,00       |
| 3  | Ирдоматское        | деревня Ирдоматка        | 8                             | ↗3071            | 219,26        |
| 4  | Климовское         | деревня Климовское       | 7                             | ↘2500            | 38,00         |
| 5  | Малечкинское       | посёлок Малечкино        | 11                            | ↘2304            | 81,70         |
| 6  | Мяксинское         | село Мякса               | 69                            | ↘2096            | 799,35        |
| 7  | Нелазское          | деревня Шулма            | 16                            | ↘1641            | 169,26        |
| 8  | Судское            | посёлок Суда             | 12                            | ↘6389            | 357,77        |
| 9  | Тоншаловское       | посёлок Тоншалово        | 12                            | ↘6080            | 68,00         |
| 10 | Уломское           | деревня Коротово         | 82                            | ↘3099            | 1896,29       |
| 11 | Югское             | деревня Новое Домозерово | 124                           | ↗3832            | 1496,70       |
| 12 | Ягановское         | село Яганово             | 35                            | ↘1023            | 284,57        |
| 13 | Яргомжское         | деревня Ботово           | 11                            | ↗2488            | 222,17        |

Первоначально к 1 января 2006 года в составе муниципального района было создано 21 сельское поселение. В 2009 году были упразднены Домозеровское, Мусорское, Сурковское и Шалимовское сельские поселения (объединены в Югское); а также Дмитриевское и Ивановское сельские поселения (включены в Воскресенское). В 2013 году упразднено Щетинское сельское поселение (включено в Мяксинское). В 2015 году упразднены Коротовское, Николо-Раменское и Ягницкое сельские поселения (объединены в Уломское).

## Населённые пункты
В Череповецком районе 555 населённых пунктов (все — сельские).
| №   | Населённый пункт    | Тип          | Население (чел.)                                                                           | Сельское поселение |
| --- | ------------------- | ------------ | ------------------------------------------------------------------------------------------ | ------------------ |
| 1   | Абаканово           | село         | ↘761                                                                                       | Абакановское       |
| 2   | Авдеевская          | деревня      | 4                                                                                          | Яргомжское         |
| 3   | Акиньхово           | деревня      | 20                                                                                         | Уломское           |
| 4   | Аксёново            | деревня      | 0                                                                                          | Абакановское       |
| 5   | Аксёново            | деревня      | 113                                                                                        | Югское             |
| 6   | Александрово        | деревня      | 0                                                                                          | Воскресенское      |
| 7   | Александрово        | деревня      | 14                                                                                         | Югское             |
| 8   | Алексино            | деревня      | 80                                                                                         | Абакановское       |
| 9   | Алексино            | деревня      | 8                                                                                          | Воскресенское      |
| 10  | Анашкино            | деревня      | 6                                                                                          | Абакановское       |
| 11  | Андогский           | посёлок      | 297                                                                                        | Нелазское          |
| 12  | Анисимовка          | деревня      | 3                                                                                          | Мяксинское         |
| 13  | Аннино              | село         | 18                                                                                         | Воскресенское      |
| 14  | Антоново            | деревня      | 25                                                                                         | Тоншаловское       |
| 15  | Анфалово            | деревня      | 25                                                                                         | Уломское           |
| 16  | Архангельское       | село         | 21                                                                                         | Югское             |
| 17  | Афанасово           | деревня      | 128                                                                                        | Югское             |
| 18  | Афонино             | деревня      | 0                                                                                          | Воскресенское      |
| 19  | Афонино             | деревня      | 0                                                                                          | Малечкинское       |
| 20  | Бавленское          | деревня      | 6                                                                                          | Югское             |
| 21  | Байново             | деревня      | 25                                                                                         | Югское             |
| 22  | Бараново            | деревня      | 11                                                                                         | Мяксинское         |
| 23  | Барское Поле        | деревня      | 16                                                                                         | Югское             |
| 24  | Баскаково           | деревня      | 5                                                                                          | Югское             |
| 25  | Батран              | деревня      | 55                                                                                         | Югское             |
| 26  | Батранский          | посёлок      | 105                                                                                        | Югское             |
| 27  | Бекетово            | деревня      | 11                                                                                         | Ягановское         |
| 28  | Белавино            | деревня      | 3                                                                                          | Воскресенское      |
| 29  | Березовик           | деревня      | 8                                                                                          | Воскресенское      |
| 30  | Блиново             | деревня      | 0                                                                                          | Воскресенское      |
| 31  | Блиново             | деревня      | 10                                                                                         | Югское             |
| 32  | Большая Дора        | деревня      | 40                                                                                         | Судское            |
| 33  | Большая Дубровка    | деревня      | 14                                                                                         | Мяксинское         |
| 34  | Большая Новинка     | деревня      | 11                                                                                         | Мяксинское         |
| 35  | Большая Шорманга    | село         | 4                                                                                          | Югское             |
| 36  | Большие Стражи      | деревня      | 0                                                                                          | Ягановское         |
| 37  | Большие Углы        | деревня      | 24                                                                                         | Воскресенское      |
| 38  | Большое Ворсино     | деревня      | 0                                                                                          | Югское             |
| 39  | Большое Калинниково | деревня      | 14                                                                                         | Воскресенское      |
| 40  | Большое Красново    | деревня      | 10                                                                                         | Ягановское         |
| 41  | Большое Ново        | деревня      | 81                                                                                         | Судское            |
| 42  | Большой Двор        | деревня      | 9                                                                                          | Воскресенское      |
| 43  | Большой Двор        | деревня      | 48                                                                                         | Уломское           |
| 44  | Большой Двор        | деревня      | 127                                                                                        | Тоншаловское       |
| 45  | Большой Двор        | деревня      | 80                                                                                         | Уломское           |
| 46  | Большой Исток       | деревня      | 30                                                                                         | Судское            |
| 47  | Бор                 | деревня      | 32                                                                                         | Уломское           |
| 48  | Борисово            | деревня      | 66                                                                                         | Ирдоматское        |
| 49  | Борисово            | деревня      | 12                                                                                         | Яргомжское         |
| 50  | Борок               | деревня      | 93                                                                                         | Уломское           |
| 51  | Ботило              | деревня      | 21                                                                                         | Абакановское       |
| 52  | Ботово              | деревня      | 2451                                                                                       | Яргомжское         |
| 53  | Бочейно             | деревня      | 12                                                                                         | Уломское           |
| 54  | Браславль           | деревня      | 38                                                                                         | Уломское           |
| 55  | Брод                | деревня      | 0                                                                                          | Воскресенское      |
| 56  | Бузаково            | деревня      | 16                                                                                         | Уломское           |
| 57  | Бурцево             | деревня      | ↗37                                                                                        | Югское             |
| 58  | Быково              | деревня      | 3                                                                                          | Мяксинское         |
| 59  | Быстрино            | деревня      | 33                                                                                         | Мяксинское         |
| 60  | Ванеево             | деревня      | 87                                                                                         | Ирдоматское        |
| 61  | Ваньгино            | деревня      | 7                                                                                          | Югское             |
| 62  | Васильевское        | деревня      | 88                                                                                         | Климовское         |
| 63  | Васильевское        | деревня      | 0                                                                                          | Мяксинское         |
| 64  | Васильевское        | деревня      | 0                                                                                          | Югское             |
| 65  | Васьково            | деревня      | 10                                                                                         | Воскресенское      |
| 66  | Васюково            | деревня      | 8                                                                                          | Уломское           |
| 67  | Великая             | деревня      | 0                                                                                          | Воскресенское      |
| 68  | Вельямиково         | деревня      | 22                                                                                         | Югское             |
| 69  | Веретье             | деревня      | 5                                                                                          | Мяксинское         |
| 70  | Верх                | деревня      | 46                                                                                         | Уломское           |
| 71  | Верхний Аньгобой    | деревня      | 5                                                                                          | Ягановское         |
| 72  | Верховье            | деревня      | 60                                                                                         | Уломское           |
| 73  | Верховье            | село         | 21                                                                                         | Югское             |
| 74  | Вешняки             | деревня      | 23                                                                                         | Уломское           |
| 75  | Витержево           | деревня      | 9                                                                                          | Югское             |
| 76  | Вичелово            | деревня      | 19                                                                                         | Югское             |
| 77  | Владимировка        | деревня      | 61                                                                                         | Судское            |
| 78  | Войново             | деревня      | 89                                                                                         | Тоншаловское       |
| 79  | Волково             | деревня      | 10                                                                                         | Абакановское       |
| 80  | Воробьёво           | деревня      | 0                                                                                          | Югское             |
| 81  | Воронино            | село         | 32                                                                                         | Югское             |
| 82  | Воронцово           | деревня      | 8                                                                                          | Воскресенское      |
| 83  | Воротишино          | деревня      | 10                                                                                         | Уломское           |
| 84  | Воротишино          | деревня      | 0                                                                                          | Мяксинское         |
| 85  | Воротыня            | деревня      | 0                                                                                          | Воскресенское      |
| 86  | Воскресенское       | село         | 935                                                                                        | Воскресенское      |
| 87  | Воскресенское       | село         | 305                                                                                        | Югское             |
| 88  | Вощажниково         | деревня      | 13                                                                                         | Мяксинское         |
| 89  | Высокая             | деревня      | 0                                                                                          | Воскресенское      |
| 90  | Высоково            | деревня      | 0                                                                                          | Югское             |
| 91  | Высокое             | деревня      | 0                                                                                          | Воскресенское      |
| 92  | Гавино              | деревня      | 11                                                                                         | Уломское           |
| 93  | Гаврино             | деревня      | 0                                                                                          | Воскресенское      |
| 94  | Гаврино             | деревня      | 0                                                                                          | Климовское         |
| 95  | Галинское           | деревня      | 10                                                                                         | Воскресенское      |
| 96  | Ганино              | деревня      | 11                                                                                         | Абакановское       |
| 97  | Глинское            | деревня      | 16                                                                                         | Уломское           |
| 98  | Глухарево           | деревня      | 0                                                                                          | Абакановское       |
| 99  | Глухая Лохта        | деревня      | 8                                                                                          | Ягановское         |
| 100 | Гора                | деревня      | 8                                                                                          | Воскресенское      |
| 101 | Горелый Починок     | деревня      | 20                                                                                         | Воскресенское      |
| 102 | Горка               | деревня      | 8                                                                                          | Воскресенское      |
| 103 | Горка               | деревня      | 9                                                                                          | Воскресенское      |
| 104 | Горка               | деревня      | 14                                                                                         | Югское             |
| 105 | Горка               | деревня      | 0                                                                                          | Воскресенское      |
| 106 | Горка               | деревня      | 0                                                                                          | Уломское           |
| 107 | Горка               | деревня      | 135                                                                                        | Югское             |
| 108 | Горка               | деревня      | 39                                                                                         | Тоншаловское       |
| 109 | Горка               | деревня      | 8                                                                                          | Ягановское         |
| 110 | Горка-Заречье       | деревня      | 6                                                                                          | Воскресенское      |
| 111 | Городище            | деревня      | 59                                                                                         | Югское             |
| 112 | Гоша                | село         | 34                                                                                         | Югское             |
| 113 | Гребенево           | деревня      | 3                                                                                          | Воскресенское      |
| 114 | Гренево             | деревня      | ↗17                                                                                        | Климовское         |
| 115 | Григорево           | деревня      | 21                                                                                         | Мяксинское         |
| 116 | Григорьево          | деревня      | 14                                                                                         | Уломское           |
| 117 | Григорьевское       | деревня      | 8                                                                                          | Мяксинское         |
| 118 | Гришкино            | деревня      | 4                                                                                          | Воскресенское      |
| 119 | Гришкино            | деревня      | 19                                                                                         | Уломское           |
| 120 | Гришутино           | деревня      | 4                                                                                          | Воскресенское      |
| 121 | Гурлево             | деревня      | 3                                                                                          | Югское             |
| 122 | Давыдово            | деревня      | 30                                                                                         | Уломское           |
| 123 | Даргун              | деревня      | 0                                                                                          | Югское             |
| 124 | Дементьево          | деревня      | 7                                                                                          | Малечкинское       |
| 125 | Демидово            | деревня      | 0                                                                                          | Мяксинское         |
| 126 | Деминская           | деревня      | 5                                                                                          | Воскресенское      |
| 127 | Демьянка            | деревня      | 3                                                                                          | Абакановское       |
| 128 | Денисово            | деревня      | 10                                                                                         | Воскресенское      |
| 129 | Деревнища           | деревня      | 10                                                                                         | Воскресенское      |
| 130 | Дермянинское        | деревня      | ↘32                                                                                        | Воскресенское      |
| 131 | Дмитриево           | деревня      | ↘58                                                                                        | Уломское           |
| 132 | Дмитриевское        | село         | 20                                                                                         | Воскресенское      |
| 133 | Дмитриевское        | село         | 24                                                                                         | Югское             |
| 134 | Добрынское          | деревня      | 21                                                                                         | Мяксинское         |
| 135 | Долгуша             | деревня      | 0                                                                                          | Югское             |
| 136 | Дор                 | деревня      | 32                                                                                         | Мяксинское         |
| 137 | Дор                 | деревня      | 0                                                                                          | Ягановское         |
| 138 | Дора                | деревня      | ↘99                                                                                        | Абакановское       |
| 139 | Дорка               | деревня      | 10                                                                                         | Воскресенское      |
| 140 | Дорки               | деревня      | 15                                                                                         | Югское             |
| 141 | Доронино            | деревня      | 38                                                                                         | Югское             |
| 142 | Дорофеево           | деревня      | 6                                                                                          | Мяксинское         |
| 143 | Дубнишное           | деревня      | 17                                                                                         | Югское             |
| 144 | Дуброво             | деревня      | 66                                                                                         | Уломское           |
| 145 | Дьяконово           | деревня      | ↘10                                                                                        | Мяксинское         |
| 146 | Дьяконово           | деревня      | 66                                                                                         | Югское             |
| 147 | Еврасово            | деревня      | 31                                                                                         | Уломское           |
| 148 | Екимово             | деревня      | 10                                                                                         | Воскресенское      |
| 149 | Елехово             | деревня      | 19                                                                                         | Уломское           |
| 150 | Елтухово            | деревня      | 7                                                                                          | Абакановское       |
| 151 | Ельнинское          | деревня      | 0                                                                                          | Воскресенское      |
| 152 | Еляхино             | деревня      | 7                                                                                          | Мяксинское         |
| 153 | Енюково             | деревня      | 168                                                                                        | Яргомжское         |
| 154 | Еремеево            | деревня      | 6                                                                                          | Абакановское       |
| 155 | Ермоловская         | деревня      | 20                                                                                         | Воскресенское      |
| 156 | Ершово              | деревня      | 7                                                                                          | Мяксинское         |
| 157 | Жаворонково         | деревня      | 9                                                                                          | Югское             |
| 158 | Жарки               | деревня      | 0                                                                                          | Югское             |
| 159 | Жары                | деревня      | 4                                                                                          | Югское             |
| 160 | Жары                | деревня      | 0                                                                                          | Югское             |
| 161 | Ждановская          | деревня      | 14                                                                                         | Абакановское       |
| 162 | Завидово            | деревня      | 15                                                                                         | Югское             |
| 163 | Задние Чуди         | деревня      | 21                                                                                         | Уломское           |
| 164 | Задунай             | деревня      | 0                                                                                          | Воскресенское      |
| 165 | Закукобой           | деревня      | 3                                                                                          | Воскресенское      |
| 166 | Заосечье            | деревня      | ↗7                                                                                         | Воскресенское      |
| 167 | Заречка             | деревня      | 0                                                                                          | Югское             |
| 168 | Заречье             | деревня      | 16                                                                                         | Уломское           |
| 169 | Заречье             | деревня      | 68                                                                                         | Уломское           |
| 170 | Заручевье           | деревня      | 28                                                                                         | Абакановское       |
| 171 | Захарово            | деревня      | 7                                                                                          | Воскресенское      |
| 172 | Захарово            | деревня      | 9                                                                                          | Югское             |
| 173 | Заякошье            | деревня      | 0                                                                                          | Малечкинское       |
| 174 | Золотилово          | деревня      | 0                                                                                          | Югское             |
| 175 | Иваново             | деревня      | 6                                                                                          | Воскресенское      |
| 176 | Ивановское          | село         | 265                                                                                        | Воскресенское      |
| 177 | Иванцево            | деревня      | 3                                                                                          | Воскресенское      |
| 178 | Игнатьево           | деревня      | 27                                                                                         | Уломское           |
| 179 | Избная              | деревня      | 0                                                                                          | Югское             |
| 180 | Ильина Гора         | деревня      | 7                                                                                          | Воскресенское      |
| 181 | Ильинское           | село         | 65                                                                                         | Мяксинское         |
| 182 | Ильинское           | село         | 143                                                                                        | Югское             |
| 183 | Ильмовик            | деревня      | 52                                                                                         | Югское             |
| 184 | Ионово              | деревня      | 11                                                                                         | Уломское           |
| 185 | Ирдоматка           | деревня      | 1138                                                                                       | Ирдоматское        |
| 186 | Искра               | деревня      | 15                                                                                         | Уломское           |
| 187 | Казимир             | деревня      | 0                                                                                          | Абакановское       |
| 188 | Кальнинское         | деревня      | 17                                                                                         | Тоншаловское       |
| 189 | Каменник            | деревня      | 4                                                                                          | Нелазское          |
| 190 | Каргач              | деревня      | 12                                                                                         | Югское             |
| 191 | Карельская Мушня    | деревня      | 24                                                                                         | Ягановское         |
| 192 | Карманица           | деревня      | 8                                                                                          | Нелазское          |
| 193 | Карпово             | деревня      | 28                                                                                         | Уломское           |
| 194 | Карпово             | деревня      | 8                                                                                          | Югское             |
| 195 | Катаево             | деревня      | 25                                                                                         | Югское             |
| 196 | Катилово            | деревня      | 6                                                                                          | Уломское           |
| 197 | Качалка             | деревня      | 14                                                                                         | Воскресенское      |
| 198 | Кизбой              | деревня      | 7                                                                                          | Воскресенское      |
| 199 | Киселево            | деревня      | 7                                                                                          | Малечкинское       |
| 200 | Климово             | деревня      | 0                                                                                          | Малечкинское       |
| 201 | Климовская          | деревня      | 12                                                                                         | Абакановское       |
| 202 | Климовское          | деревня      | 2457                                                                                       | Климовское         |
| 203 | Клопузово           | деревня      | 28                                                                                         | Уломское           |
| 204 | Кодино              | деревня      | 19                                                                                         | Мяксинское         |
| 205 | Козлово             | деревня      | 14                                                                                         | Воскресенское      |
| 206 | Козлово             | деревня      | 22                                                                                         | Уломское           |
| 207 | Козохта             | село         | 0                                                                                          | Югское             |
| 208 | Коино               | деревня      | 7                                                                                          | Югское             |
| 209 | Кокорево            | деревня      | 14                                                                                         | Уломское           |
| 210 | Колкач              | деревня      | 12                                                                                         | Яргомжское         |
| 211 | Конечное            | деревня      | 15                                                                                         | Югское             |
| 212 | Конятино            | деревня      | 0                                                                                          | Мяксинское         |
| 213 | Кораблево           | деревня      | 25                                                                                         | Абакановское       |
| 214 | Корниговка          | деревня      | 0                                                                                          | Мяксинское         |
| 215 | Коротнево           | деревня      | 4                                                                                          | Воскресенское      |
| 216 | Коротово            | деревня      | 654                                                                                        | Уломское           |
| 217 | Костенево           | деревня      | 17                                                                                         | Ягановское         |
| 218 | Костино             | деревня      | 3                                                                                          | Мяксинское         |
| 219 | Костяевка           | деревня      | 23                                                                                         | Югское             |
| 220 | Костяево            | деревня      | ↘0                                                                                         | Мяксинское         |
| 221 | Котово              | деревня      | 4                                                                                          | Воскресенское      |
| 222 | Кошта               | деревня      | 46                                                                                         | Малечкинское       |
| 223 | Кошта               | ж.д. станция | 0                                                                                          | Нелазское          |
| 224 | Красково            | деревня      | 9                                                                                          | Воскресенское      |
| 225 | Красный Двор        | деревня      | 6                                                                                          | Уломское           |
| 226 | Кривец              | посёлок      | 441                                                                                        | Судское            |
| 227 | Кроминская          | деревня      | 14                                                                                         | Абакановское       |
| 228 | Крутец              | деревня      | 3                                                                                          | Воскресенское      |
| 229 | Крутец              | деревня      | 17                                                                                         | Нелазское          |
| 230 | Крылово             | деревня      | 0                                                                                          | Воскресенское      |
| 231 | Кубино              | деревня      | 7                                                                                          | Ягановское         |
| 232 | Кузнецово           | деревня      | 5                                                                                          | Воскресенское      |
| 233 | Кузнецово           | деревня      | 3                                                                                          | Мяксинское         |
| 234 | Кузнецово           | деревня      | 15                                                                                         | Югское             |
| 235 | Кузьмино            | деревня      | 3                                                                                          | Мяксинское         |
| 236 | Куксино             | деревня      | 6                                                                                          | Абакановское       |
| 237 | Кумино              | деревня      | 5                                                                                          | Воскресенское      |
| 238 | Куншино             | деревня      | 21                                                                                         | Уломское           |
| 239 | Курган              | деревня      | 3                                                                                          | Мяксинское         |
| 240 | Курилово            | деревня      | 14                                                                                         | Уломское           |
| 241 | Курилово            | деревня      | 16                                                                                         | Малечкинское       |
| 242 | Курцево             | деревня      | 3                                                                                          | Абакановское       |
| 243 | Курьяково           | деревня      | 3                                                                                          | Воскресенское      |
| 244 | Кустец              | деревня      | 4                                                                                          | Мяксинское         |
| 245 | Лаврово             | деревня      | 7                                                                                          | Мяксинское         |
| 246 | Ладыгино            | деревня      | 16                                                                                         | Абакановское       |
| 247 | Лапач               | деревня      | 5                                                                                          | Югское             |
| 248 | Лаптево             | деревня      | 8                                                                                          | Воскресенское      |
| 249 | Лединино            | деревня      | 5                                                                                          | Абакановское       |
| 250 | Ленино              | деревня      | 7                                                                                          | Ягановское         |
| 251 | Леонтьевка          | деревня      | 11                                                                                         | Судское            |
| 252 | Леонтьево           | деревня      | 10                                                                                         | Малечкинское       |
| 253 | Лесное              | посёлок      | ↗88                                                                                        | Югское             |
| 254 | Липник              | деревня      | 0                                                                                          | Воскресенское      |
| 255 | Литвиново           | деревня      | 10                                                                                         | Воскресенское      |
| 256 | Лихачево            | деревня      | 6                                                                                          | Югское             |
| 257 | Лохта               | село         | 5                                                                                          | Ягановское         |
| 258 | Лоша                | деревня      | 4                                                                                          | Уломское           |
| 259 | Лукинское           | деревня      | 28                                                                                         | Мяксинское         |
| 260 | Лысая Гора          | деревня      | 0                                                                                          | Мяксинское         |
| 261 | Ляпуново            | деревня      | 6                                                                                          | Мяксинское         |
| 262 | Маковеево           | деревня      | 0                                                                                          | Воскресенское      |
| 263 | Максаково           | деревня      | 27                                                                                         | Мяксинское         |
| 264 | Максимовское        | деревня      | ↘0                                                                                         | Югское             |
| 265 | Макутино            | деревня      | 7                                                                                          | Абакановское       |
| 266 | Малата              | деревня      | 0                                                                                          | Югское             |
| 267 | Малая Дора          | деревня      | 8                                                                                          | Судское            |
| 268 | Малая Дубровка      | деревня      | 3                                                                                          | Мяксинское         |
| 269 | Малая Липенка       | деревня      | 16                                                                                         | Уломское           |
| 270 | Малая Новинка       | деревня      | 15                                                                                         | Мяксинское         |
| 271 | Малая Новинка       | деревня      | 4                                                                                          | Мяксинское         |
| 272 | Малая Шорманга      | деревня      | 11                                                                                         | Югское             |
| 273 | Малечкино           | посёлок      | 2155                                                                                       | Малечкинское       |
| 274 | Малое Ворсино       | деревня      | 0                                                                                          | Югское             |
| 275 | Малое Калинниково   | деревня      | 0                                                                                          | Воскресенское      |
| 276 | Малое Красново      | деревня      | 0                                                                                          | Ягановское         |
| 277 | Малое Ново          | деревня      | 99                                                                                         | Судское            |
| 278 | Малое Яганово       | деревня      | 0                                                                                          | Ягановское         |
| 279 | Малые Стражи        | деревня      | 5                                                                                          | Ягановское         |
| 280 | Малые Углы          | деревня      | 8                                                                                          | Воскресенское      |
| 281 | Малый Исток         | деревня      | 7                                                                                          | Судское            |
| 282 | Мальцево            | деревня      | 12                                                                                         | Воскресенское      |
| 283 | Мартыново           | деревня      | 0                                                                                          | Воскресенское      |
| 284 | Мартьяново          | деревня      | 0                                                                                          | Югское             |
| 285 | Мархинино           | деревня      | 55                                                                                         | Яргомжское         |
| 286 | Марьинская          | деревня      | 11                                                                                         | Яргомжское         |
| 287 | Маслово             | деревня      | 6                                                                                          | Югское             |
| 288 | Меледа              | деревня      | 17                                                                                         | Югское             |
| 289 | Миндюкино           | деревня      | 17                                                                                         | Уломское           |
| 290 | Минино              | деревня      | 23                                                                                         | Югское             |
| 291 | Митенское           | деревня      | 0                                                                                          | Ягановское         |
| 292 | Михайлово           | деревня      | 4                                                                                          | Абакановское       |
| 293 | Михайлово           | деревня      | 41                                                                                         | Нелазское          |
| 294 | Михайловское        | деревня      | 24                                                                                         | Мяксинское         |
| 295 | Михалево            | деревня      | 5                                                                                          | Мяксинское         |
| 296 | Михалево            | деревня      | 15                                                                                         | Мяксинское         |
| 297 | Михеево             | деревня      | 20                                                                                         | Уломское           |
| 298 | Мишино              | деревня      | ↘8                                                                                         | Воскресенское      |
| 299 | Молоково            | деревня      | 6                                                                                          | Югское             |
| 300 | Мостовая            | деревня      | 11                                                                                         | Яргомжское         |
| 301 | Музга               | деревня      | ↘195                                                                                       | Мяксинское         |
| 302 | Муравьёво           | село         | 0                                                                                          | Уломское           |
| 303 | Мусора              | деревня      | 24                                                                                         | Абакановское       |
| 304 | Мусора              | деревня      | 30                                                                                         | Югское             |
| 305 | Мухино              | деревня      | 5                                                                                          | Ягановское         |
| 306 | Мыдьево             | деревня      | 12                                                                                         | Югское             |
| 307 | Мышкино             | деревня      | 3                                                                                          | Уломское           |
| 308 | Мякса               | село         | ↘1128                                                                                      | Мяксинское         |
| 309 | Нагавицыно          | деревня      | 5                                                                                          | Югское             |
| 310 | Надпорожье          | село         | 66                                                                                         | Воскресенское      |
| 311 | Назаровская         | деревня      | 5                                                                                          | Ягановское         |
| 312 | Неверов Бор         | посёлок      | 107                                                                                        | Судское            |
| 313 | Некрасово           | деревня      | 4                                                                                          | Воскресенское      |
| 314 | Нелазское           | село         | 286                                                                                        | Нелазское          |
| 315 | Нестеровское        | деревня      | 58                                                                                         | Воскресенское      |
| 316 | Нижний Аньгобой     | деревня      | 8                                                                                          | Ягановское         |
| 317 | Никитино            | деревня      | 34                                                                                         | Тоншаловское       |
| 318 | Никиткино           | деревня      | 0                                                                                          | Абакановское       |
| 319 | Николо-Раменье      | деревня      | 124                                                                                        | Уломское           |
| 320 | Никольское          | село         | 53                                                                                         | Абакановское       |
| 321 | Никулино            | деревня      | 21                                                                                         | Уломское           |
| 322 | Нова                | деревня      | 64                                                                                         | Ирдоматское        |
| 323 | Новая               | деревня      | 5                                                                                          | Югское             |
| 324 | Новая Деревня       | деревня      | 7                                                                                          | Югское             |
| 325 | Новая Свободка      | деревня      | 0                                                                                          | Мяксинское         |
| 326 | Новая Ягница        | деревня      | 27                                                                                         | Уломское           |
| 327 | Новинка             | деревня      | 35                                                                                         | Мяксинское         |
| 328 | Новинка             | деревня      | 65                                                                                         | Югское             |
| 329 | Новишки             | деревня      | 3                                                                                          | Абакановское       |
| 330 | Новишки             | деревня      | 4                                                                                          | Воскресенское      |
| 331 | Новогородово        | деревня      | 0                                                                                          | Югское             |
| 332 | Новодубровка        | деревня      | 6                                                                                          | Воскресенское      |
| 333 | Новое Домозерово    | деревня      | 585                                                                                        | Югское             |
| 334 | Новое Захарово      | деревня      | 3                                                                                          | Воскресенское      |
| 335 | Новосела            | деревня      | 0                                                                                          | Югское             |
| 336 | Новотрюмово         | деревня      | 8                                                                                          | Воскресенское      |
| 337 | Носовское           | село         | 87                                                                                         | Тоншаловское       |
| 338 | Нягослово           | деревня      | 0                                                                                          | Ягановское         |
| 339 | Нянькино            | деревня      | 13                                                                                         | Мяксинское         |
| 340 | Озеро               | деревня      | 4                                                                                          | Югское             |
| 341 | Осеевская           | деревня      | 23                                                                                         | Абакановское       |
| 342 | Останино            | деревня      | 7                                                                                          | Воскресенское      |
| 343 | Останино            | деревня      | 0                                                                                          | Ягановское         |
| 344 | Остров              | деревня      | 10                                                                                         | Воскресенское      |
| 345 | Остров              | деревня      | 10                                                                                         | Уломское           |
| 346 | Остров              | деревня      | 15                                                                                         | Уломское           |
| 347 | Очениково           | деревня      | 19                                                                                         | Югское             |
| 348 | Павличево           | деревня      | 0                                                                                          | Югское             |
| 349 | Павлово             | деревня      | 18                                                                                         | Ягановское         |
| 350 | Павловское          | деревня      | 15                                                                                         | Воскресенское      |
| 351 | Павлоково           | деревня      | 17                                                                                         | Мяксинское         |
| 352 | Пажецкое            | деревня      | 13                                                                                         | Воскресенское      |
| 353 | Пантелеймоновское   | деревня      | 17                                                                                         | Воскресенское      |
| 354 | Панфилка            | деревня      | 6                                                                                          | Абакановское       |
| 355 | Панфилка            | деревня      | 31                                                                                         | Нелазское          |
| 356 | Парфёново           | деревня      | 0                                                                                          | Малечкинское       |
| 357 | Паршино             | деревня      | 16                                                                                         | Уломское           |
| 358 | Пасточ              | деревня      | 8                                                                                          | Ягановское         |
| 359 | Патино              | деревня      | 36                                                                                         | Нелазское          |
| 360 | Пахотино            | деревня      | 12                                                                                         | Воскресенское      |
| 361 | Перхино             | деревня      | 0                                                                                          | Климовское         |
| 362 | Песье               | деревня      | 131                                                                                        | Уломское           |
| 363 | Петраково           | деревня      | 38                                                                                         | Югское             |
| 364 | Петрино             | деревня      | 65                                                                                         | Воскресенское      |
| 365 | Петровское          | деревня      | 0                                                                                          | Мяксинское         |
| 366 | Петропочинок        | деревня      | 4                                                                                          | Воскресенское      |
| 367 | Петряево            | деревня      | 4                                                                                          | Воскресенское      |
| 368 | Петряево            | деревня      | 7                                                                                          | Мяксинское         |
| 369 | Петряево            | деревня      | 28                                                                                         | Уломское           |
| 370 | Пиево               | деревня      | 3                                                                                          | Югское             |
| 371 | Пленишник           | деревня      | 72                                                                                         | Уломское           |
| 372 | Плешаново           | деревня      | 21                                                                                         | Нелазское          |
| 373 | Плосково            | деревня      | 97                                                                                         | Уломское           |
| 374 | Плоское             | деревня      | 22                                                                                         | Мяксинское         |
| 375 | Поварово            | деревня      | 3                                                                                          | Югское             |
| 376 | Погорелка           | деревня      | 26                                                                                         | Абакановское       |
| 377 | Погорелка           | деревня      | 13                                                                                         | Абакановское       |
| 378 | Погорелка           | деревня      | 20                                                                                         | Мяксинское         |
| 379 | Подкаменник         | деревня      | 0                                                                                          | Воскресенское      |
| 380 | Покров              | село         | 34                                                                                         | Абакановское       |
| 381 | Покровское          | деревня      | 37                                                                                         | Югское             |
| 382 | Полежаево           | деревня      | 5                                                                                          | Мяксинское         |
| 383 | Полуево             | деревня      | 4                                                                                          | Югское             |
| 384 | Поповка             | деревня      | 108                                                                                        | Воскресенское      |
| 385 | Поповка             | деревня      | 19                                                                                         | Нелазское          |
| 386 | Попово              | деревня      | 0                                                                                          | Воскресенское      |
| 387 | Поповское           | деревня      | 10                                                                                         | Воскресенское      |
| 388 | Поповское           | деревня      | 0                                                                                          | Воскресенское      |
| 389 | Поповское           | деревня      | 0                                                                                          | Югское             |
| 390 | Поповское           | деревня      | 36                                                                                         | Климовское         |
| 391 | Поповское           | деревня      | 21                                                                                         | Югское             |
| 392 | Починок             | деревня      | 6                                                                                          | Уломское           |
| 393 | Починок             | деревня      | 245                                                                                        | Югское             |
| 394 | Починок             | деревня      | 10                                                                                         | Ягановское         |
| 395 | Привалино           | деревня      | 19                                                                                         | Воскресенское      |
| 396 | Прислон             | деревня      | 3                                                                                          | Воскресенское      |
| 397 | Прокшино            | деревня      | 5                                                                                          | Воскресенское      |
| 398 | Пронино             | деревня      | ↘3                                                                                         | Югское             |
| 399 | Пустошка            | деревня      | 18                                                                                         | Уломское           |
| 400 | Пушкино             | деревня      | 0                                                                                          | Мяксинское         |
| 401 | Работино            | деревня      | 9                                                                                          | Воскресенское      |
| 402 | Ракольское          | деревня      | 0                                                                                          | Воскресенское      |
| 403 | Раменье             | деревня      | 33                                                                                         | Уломское           |
| 404 | Раменье             | деревня      | 49                                                                                         | Яргомжское         |
| 405 | Рогач               | деревня      | 0                                                                                          | Нелазское          |
| 406 | Романово            | деревня      | 206                                                                                        | Воскресенское      |
| 407 | Романово            | деревня      | 0                                                                                          | Югское             |
| 408 | Рослино             | деревня      | 21                                                                                         | Югское             |
| 409 | Рощино              | хутор        | 14                                                                                         | Судское            |
| 410 | Ружбово             | деревня      | 5                                                                                          | Абакановское       |
| 411 | Ручьи               | деревня      | 3                                                                                          | Уломское           |
| 412 | Рыжково             | деревня      | 3                                                                                          | Уломское           |
| 413 | Рябово              | деревня      | 29                                                                                         | Югское             |
| 414 | Рязань              | деревня      | 4                                                                                          | Уломское           |
| 415 | Сандалово           | деревня      | 11                                                                                         | Абакановское       |
| 416 | Санниково           | деревня      | 55                                                                                         | Мяксинское         |
| 417 | Селиваново          | деревня      | 39                                                                                         | Яргомжское         |
| 418 | Селище              | село         | 10                                                                                         | Абакановское       |
| 419 | Сельца              | деревня      | 108                                                                                        | Тоншаловское       |
| 420 | Сельцо              | деревня      | 0                                                                                          | Мяксинское         |
| 421 | Сельцо              | деревня      | 8                                                                                          | Югское             |
| 422 | Сельцо-Рябово       | деревня      | 4                                                                                          | Югское             |
| 423 | Сергеево            | деревня      | 27                                                                                         | Уломское           |
| 424 | Сковятино           | деревня      | 48                                                                                         | Уломское           |
| 425 | Слабеево            | деревня      | 35                                                                                         | Абакановское       |
| 426 | Слободино           | деревня      | 17                                                                                         | Воскресенское      |
| 427 | Сметьево            | деревня      | 8                                                                                          | Воскресенское      |
| 428 | Соболево            | деревня      | 21                                                                                         | Ягановское         |
| 429 | Сойволовская        | деревня      | 16                                                                                         | Нелазское          |
| 430 | Соколово            | деревня      | 12                                                                                         | Югское             |
| 431 | Соколово            | деревня      | 12                                                                                         | Ягановское         |
| 432 | Сокольники          | деревня      | 0                                                                                          | Уломское           |
| 433 | Сокольниково        | деревня      | 5                                                                                          | Воскресенское      |
| 434 | Солманское          | деревня      | 134                                                                                        | Тоншаловское       |
| 435 | Сорокино            | деревня      | 0                                                                                          | Югское             |
| 436 | Сосновка            | посёлок      | 271                                                                                        | Уломское           |
| 437 | Спас-Лом            | деревня      | 32                                                                                         | Югское             |
| 438 | Спирово             | деревня      | 11                                                                                         | Уломское           |
| 439 | Среднее             | деревня      | 6                                                                                          | Абакановское       |
| 440 | Средние Чуди        | деревня      | 24                                                                                         | Уломское           |
| 441 | Старики             | деревня      | 29                                                                                         | Югское             |
| 442 | Старина             | деревня      | 0                                                                                          | Малечкинское       |
| 443 | Старое              | деревня      | 10                                                                                         | Югское             |
| 444 | Старое              | деревня      | 0                                                                                          | Уломское           |
| 445 | Старое Домозерово   | деревня      | 13                                                                                         | Югское             |
| 446 | Старое Захарово     | деревня      | 7                                                                                          | Воскресенское      |
| 447 | Степанково          | деревня      | 3                                                                                          | Уломское           |
| 448 | Степаново           | деревня      | 17                                                                                         | Уломское           |
| 449 | Степанцево          | деревня      | 10                                                                                         | Мяксинское         |
| 450 | Ступино             | деревня      | 7                                                                                          | Абакановское       |
| 451 | Ступино             | деревня      | 10                                                                                         | Уломское           |
| 452 | Суда                | посёлок      | ↘5596                                                                                      | Судское            |
| 453 | Сузорово            | деревня      | 7                                                                                          | Воскресенское      |
| 454 | Суковатка           | деревня      | 0                                                                                          | Югское             |
| 455 | Сумино              | деревня      | 4                                                                                          | Абакановское       |
| 456 | Супроново           | деревня      | 21                                                                                         | Уломское           |
| 457 | Сурково             | деревня      | 236                                                                                        | Югское             |
| 458 | Сычево              | деревня      | 13                                                                                         | Югское             |
| 459 | Тарасово            | деревня      | 10                                                                                         | Абакановское       |
| 460 | Текарь              | деревня      | 11                                                                                         | Воскресенское      |
| 461 | Текутово            | деревня      | 6                                                                                          | Воскресенское      |
| 462 | Теребень            | деревня      | 4                                                                                          | Нелазское          |
| 463 | Терехово            | деревня      | 7                                                                                          | Воскресенское      |
| 464 | Терино              | деревня      | 9                                                                                          | Воскресенское      |
| 465 | Тимово              | деревня      | 34                                                                                         | Югское             |
| 466 | Титово              | деревня      | 4                                                                                          | Воскресенское      |
| 467 | Токовые             | деревня      | 0                                                                                          | Югское             |
| 468 | Толмачево           | деревня      | Получено слишком много сущностей из Викиданные. Количество загруженных сущностей: 500/500. | Югское             |
| 469 | Толстиково          | деревня      | Получено слишком много сущностей из Викиданные. Количество загруженных сущностей: 500/500. | Воскресенское      |
| 470 | Тоншалово           | посёлок      | Получено слишком много сущностей из Викиданные. Количество загруженных сущностей: 500/500. | Тоншаловское       |
| 471 | Травливка           | деревня      | Получено слишком много сущностей из Викиданные. Количество загруженных сущностей: 500/500. | Мяксинское         |
| 472 | Троицкое            | деревня      | Получено слишком много сущностей из Викиданные. Количество загруженных сущностей: 500/500. | Воскресенское      |
| 473 | Трофанково          | деревня      | Получено слишком много сущностей из Викиданные. Количество загруженных сущностей: 500/500. | Уломское           |
| 474 | Трофимово           | деревня      | Получено слишком много сущностей из Викиданные. Количество загруженных сущностей: 500/500. | Воскресенское      |
| 475 | Труженик            | деревня      | Получено слишком много сущностей из Викиданные. Количество загруженных сущностей: 500/500. | Нелазское          |
| 476 | Трушнево            | деревня      | Получено слишком много сущностей из Викиданные. Количество загруженных сущностей: 500/500. | Абакановское       |
| 477 | Турманское          | деревня      | Получено слишком много сущностей из Викиданные. Количество загруженных сущностей: 500/500. | Воскресенское      |
| 478 | Тыново              | деревня      | Получено слишком много сущностей из Викиданные. Количество загруженных сущностей: 500/500. | Уломское           |
| 479 | Тютнево             | деревня      | Получено слишком много сущностей из Викиданные. Количество загруженных сущностей: 500/500. | Ягановское         |
| 480 | Тюшково             | деревня      | Получено слишком много сущностей из Викиданные. Количество загруженных сущностей: 500/500. | Воскресенское      |
| 481 | Тябунино            | деревня      | Получено слишком много сущностей из Викиданные. Количество загруженных сущностей: 500/500. | Мяксинское         |
| 482 | Уварково            | деревня      | Получено слишком много сущностей из Викиданные. Количество загруженных сущностей: 500/500. | Ягановское         |
| 483 | Угрюмово            | село         | Получено слишком много сущностей из Викиданные. Количество загруженных сущностей: 500/500. | Ягановское         |
| 484 | Улазорский          | посёлок      | Получено слишком много сущностей из Викиданные. Количество загруженных сущностей: 500/500. | Воскресенское      |
| 485 | Улома               | село         | Получено слишком много сущностей из Викиданные. Количество загруженных сущностей: 500/500. | Уломское           |
| 486 | Ульяново            | деревня      | Получено слишком много сущностей из Викиданные. Количество загруженных сущностей: 500/500. | Югское             |
| 487 | Умлянда             | деревня      | Получено слишком много сущностей из Викиданные. Количество загруженных сущностей: 500/500. | Ягановское         |
| 488 | Усищево             | деревня      | Получено слишком много сущностей из Викиданные. Количество загруженных сущностей: 500/500. | Мяксинское         |
| 489 | Федорково           | деревня      | Получено слишком много сущностей из Викиданные. Количество загруженных сущностей: 500/500. | Ягановское         |
| 490 | Федосово            | деревня      | Получено слишком много сущностей из Викиданные. Количество загруженных сущностей: 500/500. | Уломское           |
| 491 | Фенево              | деревня      | Получено слишком много сущностей из Викиданные. Количество загруженных сущностей: 500/500. | Яргомжское         |
| 492 | Филимоново          | деревня      | Получено слишком много сущностей из Викиданные. Количество загруженных сущностей: 500/500. | Мяксинское         |
| 493 | Филиппово           | деревня      | Получено слишком много сущностей из Викиданные. Количество загруженных сущностей: 500/500. | Воскресенское      |
| 494 | Фирютино            | деревня      | Получено слишком много сущностей из Викиданные. Количество загруженных сущностей: 500/500. | Воскресенское      |
| 495 | Фокино              | деревня      | Получено слишком много сущностей из Викиданные. Количество загруженных сущностей: 500/500. | Югское             |
| 496 | Фоминское           | деревня      | Получено слишком много сущностей из Викиданные. Количество загруженных сущностей: 500/500. | Югское             |
| 497 | Фролково            | деревня      | Получено слишком много сущностей из Викиданные. Количество загруженных сущностей: 500/500. | Мяксинское         |
| 498 | Фролово             | деревня      | Получено слишком много сущностей из Викиданные. Количество загруженных сущностей: 500/500. | Воскресенское      |
| 499 | Фролово             | деревня      | Получено слишком много сущностей из Викиданные. Количество загруженных сущностей: 500/500. | Мяксинское         |
| 500 | Хантаново           | деревня      | Получено слишком много сущностей из Викиданные. Количество загруженных сущностей: 500/500. | Мяксинское         |
| 501 | Харино              | деревня      | Получено слишком много сущностей из Викиданные. Количество загруженных сущностей: 500/500. | Югское             |
| 502 | Харинская           | деревня      | Получено слишком много сущностей из Викиданные. Количество загруженных сущностей: 500/500. | Абакановское       |
| 503 | Харламовская        | деревня      | Получено слишком много сущностей из Викиданные. Количество загруженных сущностей: 500/500. | Уломское           |
| 504 | Хвощевик            | деревня      | Получено слишком много сущностей из Викиданные. Количество загруженных сущностей: 500/500. | Мяксинское         |
| 505 | Хемалда             | деревня      | Получено слишком много сущностей из Викиданные. Количество загруженных сущностей: 500/500. | Ирдоматское        |
| 506 | Хемалда             | ж.д. станция | Получено слишком много сущностей из Викиданные. Количество загруженных сущностей: 500/500. | Ирдоматское        |
| 507 | Хламово             | деревня      | Получено слишком много сущностей из Викиданные. Количество загруженных сущностей: 500/500. | Мяксинское         |
| 508 | Хлебаево            | деревня      | Получено слишком много сущностей из Викиданные. Количество загруженных сущностей: 500/500. | Абакановское       |
| 509 | Хлебаево            | деревня      | Получено слишком много сущностей из Викиданные. Количество загруженных сущностей: 500/500. | Ягановское         |
| 510 | Хмелевое            | деревня      | Получено слишком много сущностей из Викиданные. Количество загруженных сущностей: 500/500. | Мяксинское         |
| 511 | Хмелина             | деревня      | Получено слишком много сущностей из Викиданные. Количество загруженных сущностей: 500/500. | Уломское           |
| 512 | Холмы               | деревня      | Получено слишком много сущностей из Викиданные. Количество загруженных сущностей: 500/500. | Воскресенское      |
| 513 | Хуторок             | деревня      | Получено слишком много сущностей из Викиданные. Количество загруженных сущностей: 500/500. | Абакановское       |
| 514 | Царево              | деревня      | Получено слишком много сущностей из Викиданные. Количество загруженных сущностей: 500/500. | Ягановское         |
| 515 | Циково              | деревня      | Получено слишком много сущностей из Викиданные. Количество загруженных сущностей: 500/500. | Югское             |
| 516 | Чабино              | деревня      | Получено слишком много сущностей из Викиданные. Количество загруженных сущностей: 500/500. | Югское             |
| 517 | Чаево               | деревня      | Получено слишком много сущностей из Викиданные. Количество загруженных сущностей: 500/500. | Уломское           |
| 518 | Частобово           | деревня      | Получено слишком много сущностей из Викиданные. Количество загруженных сущностей: 500/500. | Климовское         |
| 519 | Чернево             | деревня      | Получено слишком много сущностей из Викиданные. Количество загруженных сущностей: 500/500. | Югское             |
| 520 | Чечино              | деревня      | Получено слишком много сущностей из Викиданные. Количество загруженных сущностей: 500/500. | Мяксинское         |
| 521 | Чикеево             | деревня      | Получено слишком много сущностей из Викиданные. Количество загруженных сущностей: 500/500. | Югское             |
| 522 | Чиково              | деревня      | Получено слишком много сущностей из Викиданные. Количество загруженных сущностей: 500/500. | Югское             |
| 523 | Чукша               | деревня      | Получено слишком много сущностей из Викиданные. Количество загруженных сущностей: 500/500. | Воскресенское      |
| 524 | Шабанова Гора       | деревня      | Получено слишком много сущностей из Викиданные. Количество загруженных сущностей: 500/500. | Воскресенское      |
| 525 | Шайма               | деревня      | Получено слишком много сущностей из Викиданные. Количество загруженных сущностей: 500/500. | Ирдоматское        |
| 526 | Шайма               | посёлок      | Получено слишком много сущностей из Викиданные. Количество загруженных сущностей: 500/500. | Ирдоматское        |
| 527 | Шалимово            | деревня      | Получено слишком много сущностей из Викиданные. Количество загруженных сущностей: 500/500. | Югское             |
| 528 | Шейно               | деревня      | Получено слишком много сущностей из Викиданные. Количество загруженных сущностей: 500/500. | Уломское           |
| 529 | Шелково             | деревня      | Получено слишком много сущностей из Викиданные. Количество загруженных сущностей: 500/500. | Югское             |
| 530 | Шепелево            | деревня      | Получено слишком много сущностей из Викиданные. Количество загруженных сущностей: 500/500. | Уломское           |
| 531 | Шиловка             | деревня      | Получено слишком много сущностей из Викиданные. Количество загруженных сущностей: 500/500. | Югское             |
| 532 | Шилово              | деревня      | Получено слишком много сущностей из Викиданные. Количество загруженных сущностей: 500/500. | Мяксинское         |
| 533 | Шишовка             | деревня      | Получено слишком много сущностей из Викиданные. Количество загруженных сущностей: 500/500. | Югское             |
| 534 | Шуклино             | деревня      | Получено слишком много сущностей из Викиданные. Количество загруженных сущностей: 500/500. | Абакановское       |
| 535 | Шулепово            | деревня      | Получено слишком много сущностей из Викиданные. Количество загруженных сущностей: 500/500. | Воскресенское      |
| 536 | Шулма               | деревня      | Получено слишком много сущностей из Викиданные. Количество загруженных сущностей: 500/500. | Воскресенское      |
| 537 | Шулма               | деревня      | Получено слишком много сущностей из Викиданные. Количество загруженных сущностей: 500/500. | Нелазское          |
| 538 | Шумарово            | деревня      | Получено слишком много сущностей из Викиданные. Количество загруженных сущностей: 500/500. | Югское             |
| 539 | Шурово              | деревня      | Получено слишком много сущностей из Викиданные. Количество загруженных сущностей: 500/500. | Ягановское         |
| 540 | Шухободь            | село         | Получено слишком много сущностей из Викиданные. Количество загруженных сущностей: 500/500. | Абакановское       |
| 541 | Щетинское           | село         | Получено слишком много сущностей из Викиданные. Количество загруженных сущностей: 500/500. | Мяксинское         |
| 542 | Юги                 | деревня      | Получено слишком много сущностей из Викиданные. Количество загруженных сущностей: 500/500. | Югское             |
| 543 | Юрьевец             | деревня      | Получено слишком много сущностей из Викиданные. Количество загруженных сущностей: 500/500. | Югское             |
| 544 | Юрьевская           | деревня      | Получено слишком много сущностей из Викиданные. Количество загруженных сущностей: 500/500. | Воскресенское      |
| 545 | Яганово             | село         | Получено слишком много сущностей из Викиданные. Количество загруженных сущностей: 500/500. | Ягановское         |
| 546 | Ягница              | деревня      | Получено слишком много сущностей из Викиданные. Количество загруженных сущностей: 500/500. | Уломское           |
| 547 | Ягодная             | деревня      | Получено слишком много сущностей из Викиданные. Количество загруженных сущностей: 500/500. | Воскресенское      |
| 548 | Яковлево            | деревня      | Получено слишком много сущностей из Викиданные. Количество загруженных сущностей: 500/500. | Югское             |
| 549 | Яконское            | деревня      | Получено слишком много сущностей из Викиданные. Количество загруженных сущностей: 500/500. | Тоншаловское       |
| 550 | Якушево             | деревня      | Получено слишком много сущностей из Викиданные. Количество загруженных сущностей: 500/500. | Югское             |
| 551 | Якушево             | деревня      | Получено слишком много сущностей из Викиданные. Количество загруженных сущностей: 500/500. | Югское             |
| 552 | Ямышево             | деревня      | Получено слишком много сущностей из Викиданные. Количество загруженных сущностей: 500/500. | Абакановское       |
| 553 | Ярцево              | деревня      | Получено слишком много сущностей из Викиданные. Количество загруженных сущностей: 500/500. | Абакановское       |
| 554 | Ясная Поляна        | деревня      | Получено слишком много сущностей из Викиданные. Количество загруженных сущностей: 500/500. | Тоншаловское       |
| 555 | Яшнево              | деревня      | Получено слишком много сущностей из Викиданные. Количество загруженных сущностей: 500/500. | Мяксинское         |

Посёлок Суда был посёлком городского типа (рабочим посёлком) с 1960 до 1999 гг., посёлок Тоншалово — с 1989 до 2004 гг.

### Упразднённые населённые пункты
В 2020 году была упразднена деревня Зиновка, в 2021 году — деревня Горлово.

## Местное самоуправление
Главы муниципального района
- до 2023 года — Надежда Юрьевна Малкова
- с 2023 года — Леонилла Геннадьевна Киселева

Руководители администрации
- Роман Эдуардович Маслов

## Транспорт
Автодороги: по территории района проходят автомобильные дороги А114 и Р104.
Железнодорожная станция: на территории района имеется железнодорожная станция Суда, близлежащая — Череповец и три разъезда — Хемалда, Кошта, Нелазское. Кошта также является сортировочной станцией.

## Энергетика
Газоснабжение: в посёлках Тоншалово, Малечкино, Ботово, Домозерово, Шулма, Нелазское, Климовское, Шалимово, Суда, Яганово — природный газ; остальные посёлки района пользуются сжиженным газом.
Электроснабжение: энергетическое хозяйство обслуживает Череповецкие электрические сети АО «Вологдаэнерго».

## Культура
Единственным печатным СМИ района является газета «Сельская новь». Газета выходит с 1 мая 1967 года. До этого выпускалась под названием «Коммунист» (впоследствии переименована в газету «Речь»), однако в 1967 году единую редакцию разъединили на городскую (собственно «Коммунист») и районную («Сельская новь»). В настоящий момент газета «Сельская новь» выходит в свет один раз в неделю по четвергам. Тираж издания более 3200 экз.

## Достопримечательности
- В селе Нелазском находится Успенская церковь (1694 год), выдающийся памятник деревянного зодчества[42] (59°11′20″ с. ш. 37°38′32″ в. д.HGЯO).
- Луковец — древнее поселение (X—XII века) в Новгородской земле, затопленное[43] Рыбинским водохранилищем. Располагалось у правого берега Шексны в 1 км ниже устья Суды. Один из первых известных центров ткачества на Руси.
- В 1943 году близ Череповца на Жидиховских болотах (сейчас на этом месте построены цеха «Аммофоса»[44]) нашли кости мамонта, жившего около 10900 лет назад[45]. В коллекции Музеем природы в Череповце есть зуб палеолоксодонтного прямобивневого слона, жившего около 120 тыс. лет назад, кости дицинодонта (пермский период), четырёхлучевые кораллы, мшанки, таблички и иглы морских ежей, брюхоногие, брахиоподы, гастроподы, остатки морских лилий, раковины простейших организмов, аммониты (каменноугольный период)[46].